# Ceraticelus bryantae
Ceraticelus bryantae là một loài nhện trong họ Linyphiidae.
Loài này thuộc chi Ceraticelus. Ceraticelus bryantae được Kaston miêu tả năm 1945.